# 布布利科韋
51°10′28″N 34°25′31″E / 51.17444°N 34.42528°E
布布利科韋（烏克蘭語：Бубликове）是位於烏克蘭東北部的村莊，由蘇梅州蘇梅區的比洛皮利亞市鎮負責管轄。該村距離奧萊克森基、坎德比內和胡里尼夫卡1公里，海拔高度159米，2001年人口42。